# Malik Mohammad Jayasi
Malik Mohammad Jayasi (1477 - 1542) fou un poeta i mestre sufí indi, que va escriure en la llengua awadhi i en l'escriptura persa Nastaliq. La seva obra més coneguda és el poema èpic Padmavat, obra que va compondre probablement durant la primera meitat del segle XVI.
Gran part de la informació sobre Jayasi prové de llegendes i la seva data i lloc de naixement són qüestions de debat. Com suggereix el nisba "Jayasi", es va associar a Jayas, un important centre sufí de l'Índia medieval, a l'actual Uttar Pradesh. No obstant això, hi ha debat sobre si va néixer a Jayas o va emigrar-hi per a l'educació religiosa. Més d'un segle després de la seva mort, però, el nom de Jayasi va començar a aparèixer en hagiografies que el retrataven com un carismàtic mestre sufí.
Va escriure vint-i-cinc obres. L'obra més famosa de Jayasi és Padmavat (aprox. 1540), un poema que descriu la història del setge històric de Chittor per Alauddin Khalji el 1303. Altres obres seves importants són Akhrawat i Akhiri Kalaam. També va escriure Kanhavat, basat en Krixna.